# ناثانيل كوب ديرينغ
ناثانيل كوب ديرينغ هو سياسي أمريكي، ولد في 2 سبتمبر 1827 في دنمارك في الولايات المتحدة، وتوفي في 11 ديسمبر 1887 في أوسيدج في الولايات المتحدة. نشط حزبياً في الحزب الجمهوري. وقد انتخب عضو مجلس النواب الأمريكي ‏.